# La Horcajada
La Horcajada è un comune spagnolo di 760 abitanti situato nella comunità autonoma di Castiglia e León.